# Дольни Огай
Дольни Огай (словац. Dolný Ohaj) — село, громада округу Нове Замки, Нітранський край. Кадастрова площа громади — 17.03 км².
Населення 1547 осіб (станом на 31 грудня 2019 року).

## Історія
Дольни Огай згадується 1293 року.

## Населення
| Рік:            | 1994. | 2004.   | 2014.   | 2024.   |
| --------------- | ----- | ------- | ------- | ------- |
| Кількість осіб: | 1762  | 1639    | 1576    | 1468    |
| Різниця:        |       | -6,98 % | -3,84 % | -6,85 % |

| Рік:            | 2023. | 2024.   |
| --------------- | ----- | ------- |
| Кількість осіб: | 1486  | 1468    |
| Різниця:        |       | -1,21 % |